# از زور استفاده کن...هی!
از زور استفاده کن… هی! (به هندی: Zor Lagaa Ke... Haiya!) فیلمی هندی محصول سال ۲۰۰۹ و به کارگردانی گیریش گیرجا جوشی است. در این فیلم بازیگرانی همچون مگان جاداو، میتون چاکرابورتی، ماهش مانجرکار، سیما بیسواس، گلشن گروور، ساچین خدکار، ریا سن و راجندرانات زوتشی ایفای نقش کرده‌اند.